# Station Cark and Cartmel
Cark and Cartmel is een spoorwegstation van National Rail in Cark, South Lakeland in Engeland. Het station is eigendom van Network Rail en wordt beheerd door Northern Rail. Het station is geopend in 1857.